# Colli Pesaresi rosso
Il Colli Pesaresi rosso è un vino DOC la cui produzione è consentita nella provincia di Pesaro.

## Caratteristiche organolettiche
- colore: rosso granata non troppo carico, con lievissimi riflessi tendenti al violaceo.
- odore: vinoso, delicato, caratteristico.
- sapore: asciutto, armonico con fondo leggermente amarognolo.

## Abbinamenti gastronomici
Salumi, carni rosse, arrosti misti

## Produzione
Provincia, stagione, volume in ettolitri
- Pesaro  (1990/91)  11777,78
- Pesaro  (1991/92)  8938,0
- Pesaro  (1992/93)  9920,12
- Pesaro  (1993/94)  15304,38
- Pesaro  (1994/95)  12558,07
- Pesaro  (1995/96)  9837,89
- Pesaro  (1996/97)  6577,46